# Liste der Mitglieder der Badischen Ständeversammlung 1861 bis 1863
Diese Liste umfasst die Mitglieder der Ständeversammlung des Großherzogtums Baden für die Sessionen des 20. ordentlichen Landtags. Die Eröffnung fand am 30. November 1861 statt. Am 27. Juni 1862 wurde der Landtag vertagt und am 9. Februar 1863 wieder eröffnet. Die Schlusssitzung fiel auf den 23. Juli 1863. Insgesamt fanden 42 Sitzungen der Ersten Kammer und 115 Sitzungen der Zweiten Kammer statt.

## Präsidium der Ersten Kammer
Präsident: Fürst Wilhelm zu Löwenstein-Wertheim-Freudenberg

1. Vizepräsident: Generalleutnant Friedrich Hoffmann

2. Vizepräsident: Graf Rudolf von Hennin

## Mitglieder der Ersten Kammer

### Prinzen des Hauses Baden
- Prinz Wilhelm von Baden (war nie anwesend)
- Prinz Karl von Baden (war nie anwesend)
- Markgraf Maximilian von Baden

### Standesherren
- Fürst Karl Egon zu Fürstenberg
- Fürst Ernst zu Leiningen (war nie anwesend)
- Fürst Erwein von der Leyen (war nie anwesend)
- Fürst Wilhelm zu Löwenstein-Wertheim-Freudenberg
- Fürst Karl zu Löwenstein-Wertheim-Rosenberg
- Graf Karl Theodor zu Leiningen-Billigheim
- Graf August Clemens zu Leiningen-Neudenau († 1862, war nie anwesend), 1862 gefolgt von seinem Sohn Karl Theodor zu Leiningen-Neudenau

### Vertreter des erblichen Landstands
- Graf Ludwig Wilhelm August von Langenstein und Gondelsheim

### Vertreter der katholischen Kirche
- Hermann von Vicari,[1] Erzbischof von Freiburg (war nie anwesend)

### Vertreter der evangelischen Landeskirche
- Karl Julius Holtzmann, Prälat der Evangelischen Landeskirche

### Vertreter des grundherrlichen Adels

#### Oberhalb der Murg
- Graf Rudolf von Hennin, Stadtdirektor
- Graf Heinrich von Kageneck
- Freiherr Roderich von Stotzingen
- Freiherr Hans von Türckheim, Legationsrat

#### Unterhalb der Murg
- Graf Friedrich von Berlichingen
- Karl Philipp von Gemmingen-Guttenberg[2]
- Freiherr August Göler von Ravensburg, Generalmajor, später für diesen nachgerückt: Freiherr Wilhelm von Schilling
- Freiherr Karl von Göler, der Ältere

### Vertreter der Landesuniversitäten
- Julius Jolly,[1] Ministerialrat, Vertreter der Universität Heidelberg
- Adolf Schmidt,[1] Hofrat, Vertreter der Universität Freiburg

### Vom Großherzog ernannte Mitglieder
- Friedrich Hoffmann, Generalleutnant
- Gustav Kuntz, Generalleutnant
- Johann Baptist von Hirscher,[1] Geheimrat, 1863 für diesen nachgerückt: Robert von Mohl,[1] Geheimrat
- Johann Nepomuk Fromherz, Geheimrat
- Erwin Kirchgeßner, Zolldirektor
- Johann Caspar Bluntschli,[1] Hofrat
- Friedrich Lauer, Fabrikant
- August Dennig, Fabrikinhaber

## Präsidium der Zweiten Kammer
Präsident: Georg Martin Hildebrandt

1. Vizepräsident: Friedrich Theodor Schaaf

2. Vizepräsident: Ludwig Kirsner

## Die gewählten Abgeordneten der Zweiten Kammer

### Stadtwahlbezirke
| Wahlbezirk | Bezeichnung des Wahlbezirks     | Name des Abgeordneten                                                |
| ---------- | ------------------------------- | -------------------------------------------------------------------- |
| S1         | Wahlbezirk der Stadt Überlingen | Hermann Poppen                                                       |
| S2         | Wahlbezirk der Stadt Konstanz   | Karl Seiz                                                            |
| S3         | Wahlbezirk der Stadt Freiburg   | Josef Frick                                                          |
| S3         | Wahlbezirk der Stadt Freiburg   | Franz Hägelin                                                        |
| S4         | Wahlbezirk der Stadt Lahr       | Gustav Adolf Fingado                                                 |
| S4         | Wahlbezirk der Stadt Lahr       | Friedrich Wilhelm Wagner                                             |
| S5         | Wahlbezirk der Stadt Offenburg  | Karl Maria Josef Eckhard                                             |
| S6         | Wahlbezirk der Stadt Rastatt    | Matthäus Josef De Haan                                               |
| S7         | Wahlbezirk der Stadt Baden      | Franz Grosholz                                                       |
| S8         | Wahlbezirk der Stadt Karlsruhe  | Rudolf Dietz                                                         |
| S8         | Wahlbezirk der Stadt Karlsruhe  | Jakob Stüber (Mandat 1862 niedergelegt, gefolgt von Ziegler)         |
| S8         | Wahlbezirk der Stadt Karlsruhe  | Julius Ziegler (1862 Nachfolger von Stüber)                          |
| S8         | Wahlbezirk der Stadt Karlsruhe  | Rudolf Kusel                                                         |
| S9         | Wahlbezirk der Stadt Durlach    | Karl Wahrer                                                          |
| S10        | Wahlbezirk der Stadt Pforzheim  | Friedrich Wilhelm Lenz                                               |
| S10        | Wahlbezirk der Stadt Pforzheim  | Ludwig Häußer                                                        |
| S11        | Wahlbezirk der Stadt Bruchsal   | Bernhard August Prestinari                                           |
| S12        | Wahlbezirk der Stadt Mannheim   | Philipp Artaria                                                      |
| S12        | Wahlbezirk der Stadt Mannheim   | Ludwig Achenbach                                                     |
| S12        | Wahlbezirk der Stadt Mannheim   | Eduard Moll                                                          |
| S13        | Wahlbezirk der Stadt Heidelberg | Heinrich Krausmann                                                   |
| S13        | Wahlbezirk der Stadt Heidelberg | Wilhelm Hoffmeister (Mandat 1862 niedergelegt, gefolgt von Pickford) |
| S13        | Wahlbezirk der Stadt Heidelberg | Eduard Pickford (1862 Nachfolger von Hoffmeister)                    |
| S14        | Wahlbezirk der Stadt Wertheim   | Jakob von Runkel                                                     |

### Ämterwahlbezirke
| Wahlbezirk | Bezeichnung des Wahlbezirks                                                              | Name des Abgeordneten                                                            |
| ---------- | ---------------------------------------------------------------------------------------- | -------------------------------------------------------------------------------- |
| A1         | Wahlbezirk der Ämter Meersburg, Salem, Pfullendorf und Überlingen                        | Johann Benedikt Fischler                                                         |
| A2         | Wahlbezirk der Ämter Radolfzell, Blumenfeld und Konstanz                                 | Plazidius Philipp Haager                                                         |
| A3         | Wahlbezirk der Ämter Stockach, Meßkirch und Engen                                        | Walter Schwarzmann                                                               |
| A4         | Wahlbezirk der Ämter Blumberg, Stühlingen, Bonndorf, Löffingen und Neustadt              | Joseph Alois Bär                                                                 |
| A5         | Wahlbezirk der Ämter Villingen und Hüfingen                                              | Ludwig Kirsner                                                                   |
| A6         | Wahlbezirk der Ämter Tiengen, Jestetten, St. Blasien und Waldshut                        | Franz Rutschmann                                                                 |
| A7         | Wahlbezirk der Ämter Säckingen, Laufenburg und Schönau                                   | Johann Michael Thoma (Mandat 1862 niedergelegt, gefolgt von Faller)              |
| A7         | Wahlbezirk der Ämter Säckingen, Laufenburg und Schönau                                   | Johann Faller (1862 Nachfolger von Thoma)                                        |
| A8         | Wahlbezirk der Ämter Schopfheim und Kandern                                              | Franz Philipp Freiherr von Roggenbach                                            |
| A9         | Wahlbezirk des Amtes Lörrach                                                             | August Lamey                                                                     |
| A10        | Wahlbezirk des Amtes Müllheim                                                            | Johann Heidenreich                                                               |
| A11        | Wahlbezirk der Ämter Staufen und Heitersheim                                             | Franz Josef Federer                                                              |
| A12        | Wahlbezirk des Amtes Altbreisach mit zum Stadtamt Freiburg zugehörigen Landorten         | Karl Gustav Adolf Knies                                                          |
| A13        | Wahlbezirk des Landamtes Freiburg (I) und des Amtes St. Peter                            | Eduard Fauler                                                                    |
| A14        | Wahlbezirk des Landamtes Freiburg (II) und der Ämter Waldkirch und Elzach                | Karl August Kapferer (Mandat 1862 niedergelegt, gefolgt von Meyr)                |
| A14        | Wahlbezirk des Landamtes Freiburg (II) und der Ämter Waldkirch und Elzach                | Franz Ludwig Meyr (1862 Nachfolger von Kapferer)                                 |
| A15        | Wahlbezirk des Amtes Emmendingen                                                         | Wilhelm Wenzler                                                                  |
| A16        | Wahlbezirk der Ämter Endingen und Kenzingen                                              | Anton Sieb                                                                       |
| A17        | Wahlbezirk der Ämter Triberg, Hornberg, Wolfach und Haslach                              | Otto Dahmen                                                                      |
| A18        | Wahlbezirk des Amtes Ettenheim                                                           | Franz Gschrey                                                                    |
| A19        | Wahlbezirk des Amtes Lahr                                                                | Wilhelm Bausch                                                                   |
| A20        | Wahlbezirk des Amtes Offenburg mit Teilen des Amtes Appenweier                           | Karl August Werner (Mandat 1862 niedergelegt, gefolgt von Stigler)               |
| A20        | Wahlbezirk des Amtes Offenburg mit Teilen des Amtes Appenweier                           | Albert Stigler (1863 Nachfolger von Werner)                                      |
| A21        | Wahlbezirk der Ämter Gengenbach und Oberkirch mit Teilen des Amtes Appenweier            | Karl Kimmig                                                                      |
| A22        | Wahlbezirk der Ämter Rheinbischofsheim und Kork                                          | Benjamin Hauß                                                                    |
| A23        | Wahlbezirk der Ämter Achern und Bühl                                                     | Josef Weber                                                                      |
| A24        | Wahlbezirk der Ämter Ettlingen und Rastatt                                               | Gustav Albert Buhl (Mandat 1862 niedergelegt, gefolgt von Beck)                  |
| A24        | Wahlbezirk der Ämter Ettlingen und Rastatt                                               | Josef Beck (1862 Nachfolger von Buhl)                                            |
| A25        | Wahlbezirk der Ämter Baden, Gernsbach und Steinbach                                      | Michael Kamm                                                                     |
| A26        | Wahlbezirk des Landamtes Karlsruhe mit Teilen des Landamtes Bruchsal                     | Karl Friedrich Freiherr Stockhorner von Starein                                  |
| A27        | Wahlbezirk der Ämter Durlach und Stein                                                   | Karl Friderich                                                                   |
| A28        | Wahlbezirk des Amtes Pforzheim                                                           | Johann Heinrich Lamey                                                            |
| A29        | Wahlbezirk des Amtes Bruchsal mit Teilen des Amtes Eppingen                              | Georg Martin Hildebrandt                                                         |
| A30        | Wahlbezirk des Amtes Bretten mit Teilen des Amtes Eppingen                               | Louis Paravicini                                                                 |
| A31        | Wahlbezirk der Ämter Philippsburg und Schwetzingen                                       | Heinrich Christian Heintze (Mandat 1862 niedergelegt, gefolgt von Herth)         |
| A31        | Wahlbezirk der Ämter Philippsburg und Schwetzingen                                       | Gustav Herth (1862 Nachfolger von Heintze)                                       |
| A32        | Wahlbezirk der Ämter Wiesloch und Neckargmünd                                            | Johann Friedrich Wundt                                                           |
| A33        | Wahlbezirk des Amtes Sinsheim mit Teilen des Amtes Eppingen                              | Heinrich Friedrich Muth                                                          |
| A34        | Wahlbezirk des Amtes Heidelberg                                                          | Philipp Allmang                                                                  |
| A35        | Wahlbezirk der Ämter Ladenburg und Weinheim                                              | Johann Peter Ferdinand Mays (Mandat 1862 niedergelegt, gefolgt von Pagenstecher) |
| A35        | Wahlbezirk der Ämter Ladenburg und Weinheim                                              | Heinz Karl Pagenstecher (1862 Nachfolger von Mays)                               |
| A36        | Wahlbezirk des Amtes Neckarbischofsheim mit Teilen des Amtes Mosbach (links des Neckars) | August Karl Fröhlich                                                             |
| A37        | Wahlbezirk des Amtes Eberbach mit Teilen des Amtes Mosbach (rechts des Neckars)          | Friedrich Theodor Schaaf                                                         |
| A38        | Wahlbezirk der Ämter Buchen und Osterburken                                              | Johann Georg Spohn                                                               |
| A39        | Wahlbezirk des Amtes Boxberg                                                             | Franz Anton Regenauer                                                            |
| A40        | Wahlbezirk der Ämter Tauberbischofsheim und Gerlachsheim                                 | Georg Michael Schmitt (Mandat 1862 niedergelegt, gefolgt von Mathy)              |
| A40        | Wahlbezirk der Ämter Tauberbischofsheim und Gerlachsheim                                 | Karl Mathy (1862 Nachfolger von Schmitt)                                         |
| A41        | Wahlbezirk der Ämter Wertheim und Walldürn                                               | Anton Walli                                                                      |

## Belege und Anmerkungen
1. 1 2 3 4 5 6 7 8 9 10 11 12 13 14  Dieser Mandatsträger ist in den amtlich veröffentlichten Abgeordnetenlisten als promovierter Akademiker ausgewiesen, d. h. dort üblicherweise mit einem vor dem Namen stehenden Doktor-Grad verzeichnet
2. ↑  Gemäß den Autoren Ludwig Bauer und Bernhard Gißler in ihrem Werk Die Mitglieder der Ersten Kammer der Badischen Ständeversammlung von 1819–1912, Fidelitas, Karlsruhe 1913, 5. Auflage, S. 88 war ein Freiherr Karl Philipp von Gemmingen-Guttenberg von 1861 bis 1864 Mitglied der Ersten Kammer der Badischen Ständeversammlung. Er soll laut Bauer / Gißler 1882 verstorben sein. Es ist unklar, warum der Name Karl Philipp von Gemmingen-Guttenberg gelautet haben soll, denn im Jahre 1882 verstarb niemand dieses Namens aus dem Geschlecht der Gemminger. Jedoch verstarb 1882 Karl Weiprecht Reinhard von Gemmingen, ein Sohn des bereits 1831 verstorbenen Karl Philipp von Gemmingen, dessen Biographie es zumindest möglich erscheinen lässt, dass er der genannte Mandatsträger in der Ersten Kammer war.
3. 1 2  Bis 1931 hieß die Stadt Baden-Baden nur Baden.
4. ↑  Dieser Mandatsträger ist in den amtlich veröffentlichten Abgeordnetenlisten als Hochschullehrer ausgewiesen, d. h. dort üblicherweise mit einem vor dem Namen stehenden Professoren-Titel verzeichnet